# San Carlos (Arizona)
San Carlos (Westliche Apachen: Sengaa) ist ein Census-designated place im Gila County im US-Bundesstaat Arizona. Das U.S. Census Bureau hat bei der Volkszählung 2020 eine Einwohnerzahl von 3.987 auf einer Fläche von 22,9 km² ermittelt.
Das Dorf liegt auf 801 m. ü. M. am San Carlos Lake in der San-Carlos-Apache-Reservation im Süden des Countys. 58,8 % der Menschen leben unter der Armutsgrenze. Somit gehört San Carlos zu den ärmsten Indianersiedlungen in den Vereinigten Staaten. San Carlos wird vom U.S. Highway 70 tangiert.

## Persönlichkeiten
- Mary Kim Titla, Fernsehjournalistin, Politikerin